# Radostovice (Světlá nad Sázavou)
Radostovice (německy Radostowitz) je malá vesnice, část města Světlá nad Sázavou v okrese Havlíčkův Brod. Nachází se asi 3,5 km na jih od Světlé nad Sázavou. Prochází zde silnice II/347. V roce 2009 zde bylo evidováno 50 adres. V roce 2001 zde trvale žilo 73 obyvatel.
Radostovice leží v katastrálním území Radostovice u Lipničky o rozloze 1,93 km2.

## Další fotografie

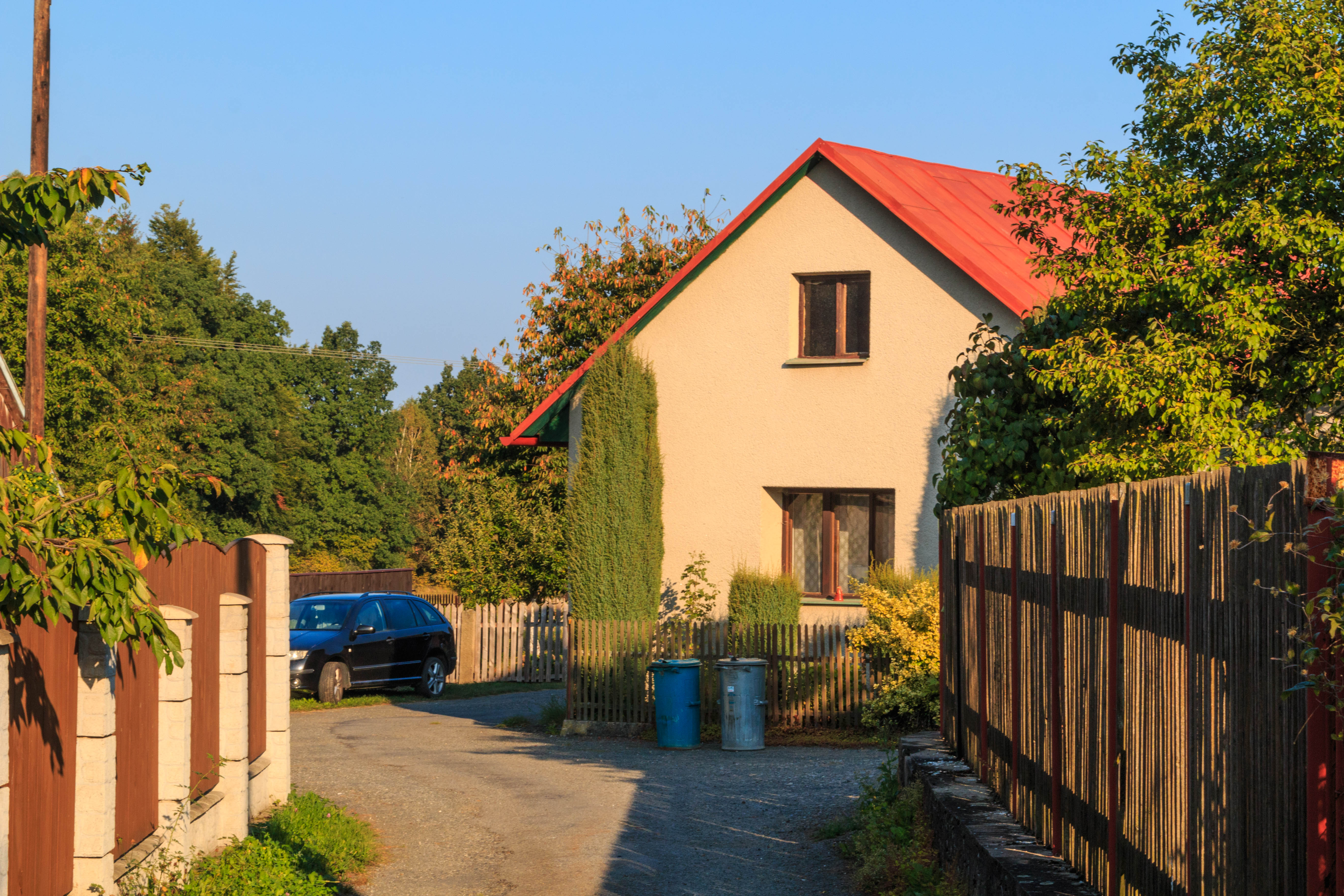
Radostovice – čp. 15
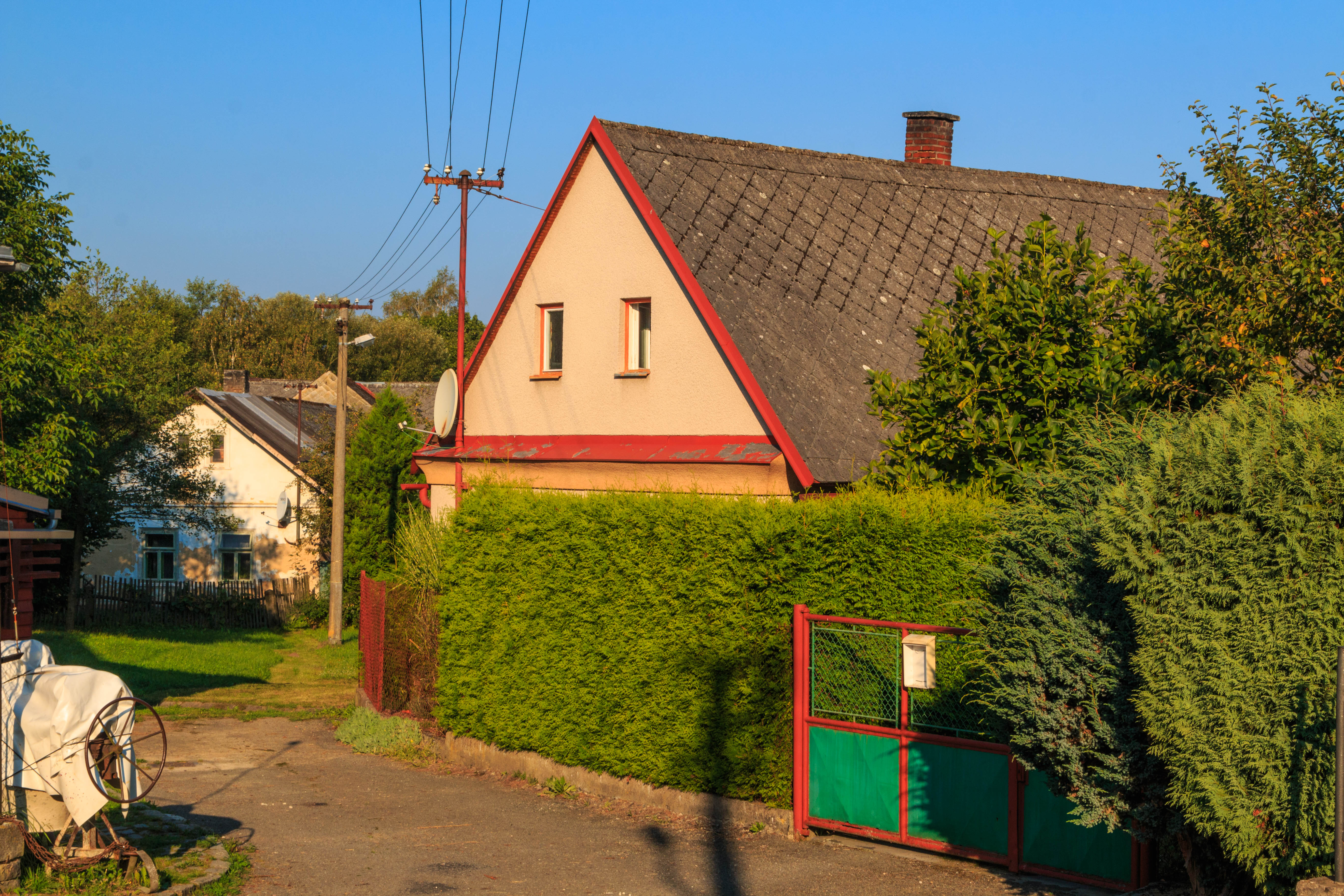
Radostovice – čp. 3
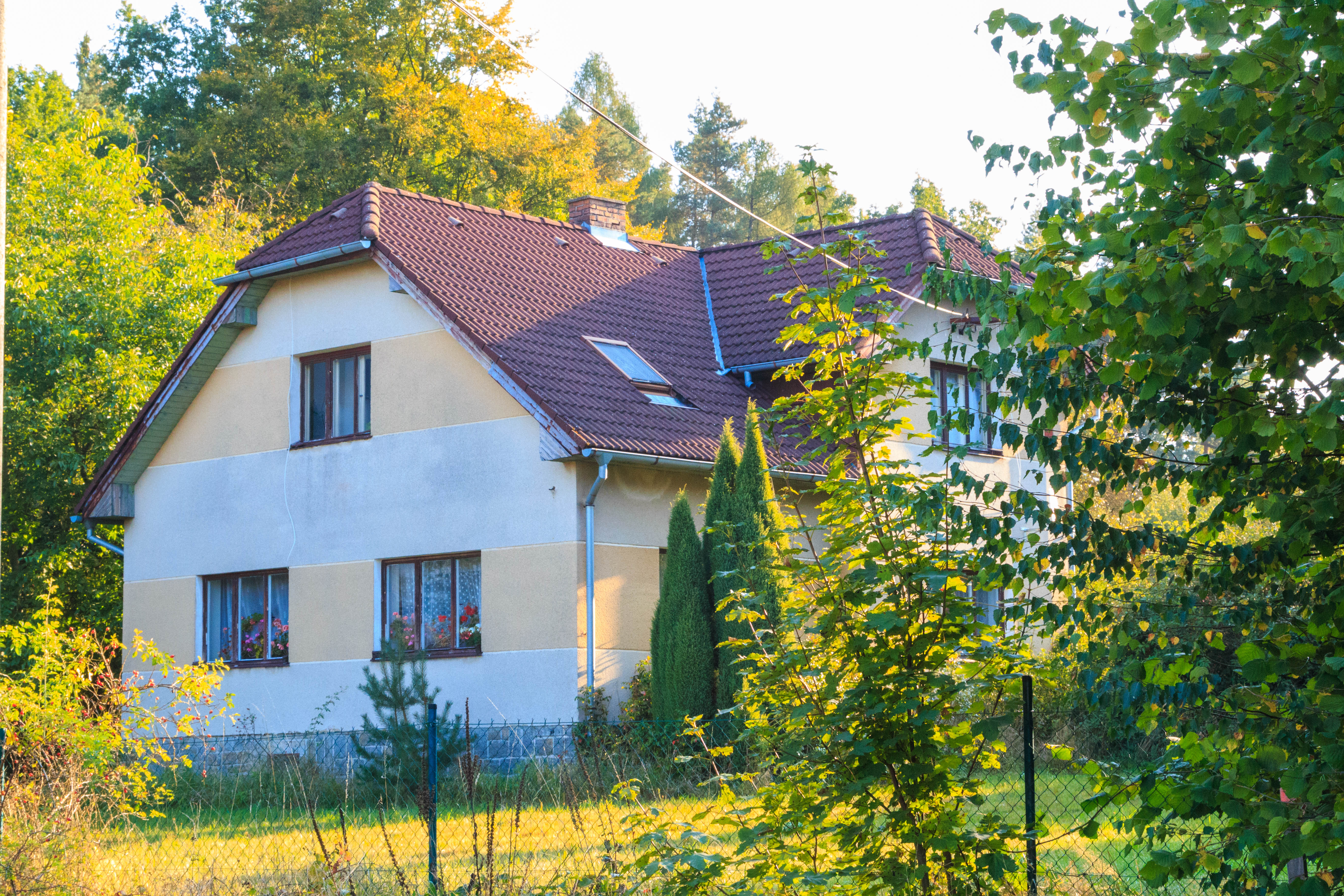
Radostovice – čp. 39
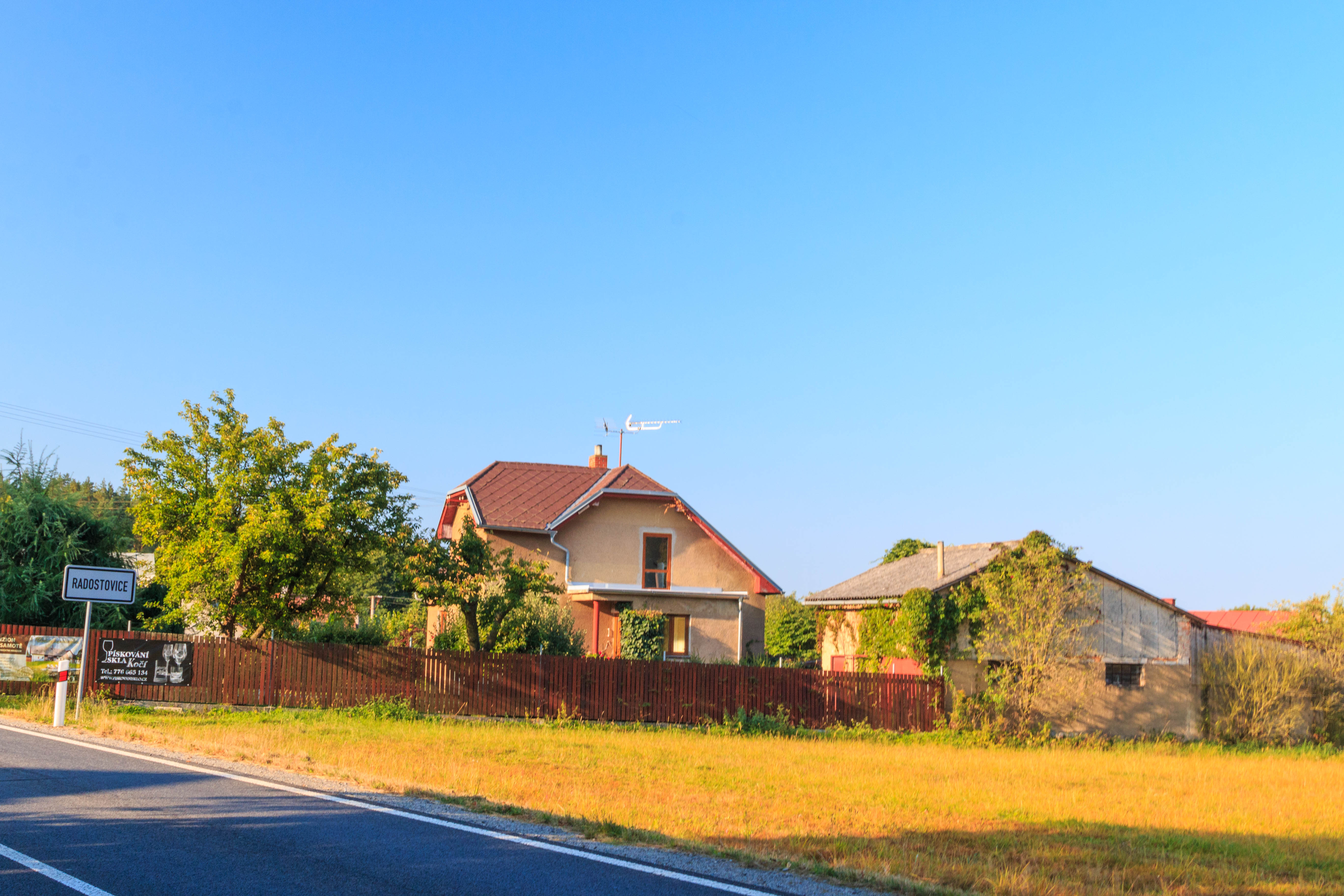
Radostovice – čp. 26